# 高山洋吉
高山 洋吉（たかやま ようきち、1901年4月22日 - 1975年9月7日）は、日本の左翼運動家、翻訳家。別筆名に清水 朝雄。

## 生涯
長野県下高井郡長丘村（現中野市）出身。松本高等学校を経て東京帝国大学経済学部卒。
1926年、産業労働調査所に入り、『インタナショナル』『産業労働時報』などに執筆。
1927年11月、益田豊彦と共訳した書籍『わが党の綱領』（ニコライ・ブハーリン著、白楊社）が発売禁止処分を受ける。
1931年、日本共産党に入党。マルクス - レーニン主義文献の翻訳と紹介。第二次世界大戦後は、あわせて性風俗関係の翻訳を行い、1962年、刀江書院を設立。
1947年の第23回衆議院議員総選挙に長野1区から日本共産党公認で出馬し、次々点で落選。

## 著書
- 『アメリカ資本主義発達史』（山川書店） 1949
- 『国際共産主義運動史』（山川書店） 1949

### 編纂
- 『核停条約 捻じ曲げられた真実』（刀江書院） 1964
- 『争点 中共はこういいソ連はこういう』（刀江書院） 1964

## 翻訳
- 『ロシア共産党の問題』（スターリン, ブハーリン、松本篤一共訳、希望閣） 1928
- 『遠方からの手紙 附・新らたに発見されたレニンの論文』（ニコライ・レニン、叢文閣） 1927
- 『改良主義と農民問題』（アレキサンダー、共生閣） 1927.11
- 『支那革命の諸問題』（スターリン、叢文閣） 1927.9
- 『資本蓄積論』（ローザ・ルクセンブルグ、益田豊彦共訳、同人社） 1927
- 『「新」反対派の諸問題』（ヤロスラウスキー、共生閣） 1927
- 『レーニンと農村問題』（マルチノフ、希望閣） 1927
- 『一九一七年』（レーニン、白揚社、レーニン全集） 1929
- 『「第三期」世界経済』（ラピンスキーほか、永田書店） 1929
- 『武漢時代と支那共産党』（コンミンタン編、白揚社） 1929
- 『マルクス主義と農民問題』（N・L・メチェリアコフ（英語版）、山口信次共訳、希望閣） 1929
- 『十五ケ年計画』（大衆公論社、ソヴエート聯邦経済叢書） 1930
- 『解党主義の分析と批判』（コミンテルン編、マルクス書房） 1930
- 『共産主義序説』（スターリン, レーニン共著、白揚社） 1930、のち改題文庫化『マルクス主義の旗の下に』
- 『協同組合に就いて』（レーニン、希望閣） 1930
- 『協同組合論』（エヌ・レーニン、白揚社） 1930
- 『最近の支那に就いて』（ミフ, ピアトニツキー、永田書店） 1930
- 『ブハーリンの誤謬に就いて』（ノイマン, ローゼンタール、武藤丸楠共訳、永田書店） 1930
- 『コミンテルンの成立と発展』（カバクチェフ、南蛮書房、コミンテルン叢書） 1930
- 『コミンテルンの宣言・綱領・規約』（コミンテルン編、南蛮書房） 1930.5
- 『青年運動の方向転換』（青年コミンテルン編、白揚社） 1930.4
- 『ロシア革命と労働組合』（ロゾウスキイ、マルクス書房、労働組合運動叢書） 1930
- 『ロシヤ大革命史』（ロシヤ国立図書出版所編、南蛮書房） 1930
- 『五ケ年計画概論』（グリンコ、白揚社、五ケ年計画叢書） 1931
- 『五ケ年計画の二ケ年間の実績』（モロトフ等、白揚社、五ケ年計画叢書） 1931
- 『五ケ年計画前のサヴエート経済』（クルイジヤノウスキー、白揚社、五ケ年計画叢書） 1931
- 『五ケ年計劃は成功しつゝある』（モロトフ、白揚社、国際政治指導理論叢書） 1931
- 『世界政局の動き』（訳編、希望閣、国際時事問題叢書） 1931
- 『サヴェート同盟の内外状勢 モロトフ氏論集』（白揚社、国際政治指導理論叢書） 1931.8
- 『資本主義没落前史』（ヴアルガ、白揚社） 1931
- 『社会主義は成功しつつある モロトフ論集』（白揚社、国際政治指導理論叢書） 1931.9
- 『世界経済恐慌概論』（ルビインシユタイン、南蛮書房） 1931
- 『第三期と失業問題』（トロコンスキー等、南蛮書房） 1931.10
- 『改良主義に抗して 附・国際赤色労働組合に於ける代表の報告に対するサヴェート同盟の労働組合の第八回の結語 』（A・ロゾウスキー、南北書院、プロレタリア文庫） 1932.6
- 『経済全史』第1 - 8巻（ハインリッヒ・クーノー（英語版、ドイツ語版）、東学社） 1937
- 『蒙古近世史 ジンギス汗よりソヴエート共和国まで』（コロストウエッツ、東学社） 1937
- 『科学的工場組織の理論 合理化の理論と実際』（J・エルマンスキー、東学社） 1938
- 『科学的工場経営の実際 合理化の理論と実際』（J・エルマンスキー、東学社） 1938
- 『支那正史』第1 - 3巻（オットー・フランケ、東学社） 1938
- 『新蒙古風土記』（フォーバス、育生社） 1938
- 『現代支那史』第1 - 5（グスタフ・アマン、育生社） 1939
- 『支那協同組合論』（陳殷光、生活社） 1939
- 『支那鉱業論 支那及満洲国に於ける鉱富の研究』（ハインリッヒ・バウエル、日本評論社） 1939
- 『支那民族論』（フオルケ、生活社） 1939
- 『支那労働視察記 支那に於ける人間性と労働』（アデレイド・M・アンダーソン、生活社） 1939
- 『赤色ルート踏破記』（スウェン・ヘディン、育生社） 1939
- 『戦時経済と熟練工問題』（ヘルベルト・スツッデル（ドイツ語版）、育生社） 1939
- 『西蔵探検記』（スウェン・ヘディン、改造社） 1939
- 『北京より莫斯古へ』（スウェン・ヘディン、生活社） 1939
- 『蒙古風俗誌』（F・A・ラルソン、改造社） 1939
- 『技術の起源 古代及び原始的文化段階に於ける技術』（ハンナー・レウィン・ドルシ, ハインリヒ・クノー（英語版、ドイツ語版）、日本評論社） 1940
- 『支那軍事史 戦争と兵法と軍隊 』（A・M・コテネフ、育生社） 1940
- 『棉 世界木棉戦 』（アントン・チシカ、栗田書店） 1940
- 『独逸第三帝国の理論 公益優先と利子奴隷制打破 』（フエーダー、栗田書店、新世界観輯系）  1941
- 『リヒトホーフェン伝』（S・ヘデイン等、慶応書房） 1941
- 『技術経済学』（E・レーデラ、科学主義工業社） 1942
- 『現代社会生態図説』（ノイラート、慶応書房） 1942
- 『大東亜地理民族学』（ジーグフリード・パッサルゲ、地平社） 1942
- 『中国農書』（ウィルヘルム・ワグナー、生活社、東亜研究叢書） 1940 - 1942
- 『南方原住民の研究』（ヒューラー=ハイメンドルフ, ハンス・ネーヴェルマン、大阪屋号書店） 1942
- 『米 世界・特に東南亜に於ける米作状況並びに,米穀貿易の経済地理的研究』（P・ブランケンブルク、科学主義工業社） 1943
- 『労働とリズム』（カール・ビュヒァー、第一出版） 1944
- 『西洋技術人名辞典』（マチョス、訳編、北隆館） 1946
- 『十月革命論』（スターリン、鮎沢書店） 1947
- 『マルクス, エンゲルス往復書簡』（山川書店） 1948
- 『スターリンは答える アメリカ各界代表との会談を中心に』（五月書房） 1950
- 『スターリン著作集 第8 (党内闘争論)』（第三書房） 1951
- 『世界はひとつ』（スターリン、訳編、五月書房） 1951
- 『レーニン主義の諸問題 補集』（スターリン、第三書房） 1951
- 『赤軍 その勝利と実力』（A・ギョーム、黄土社書店） 1952
- 『経済学入門』（ローザ・ルクセンブルグ、三笠文庫） 1953
- 『星条旗よさらば』（アナベラ・ブカール、山田書店） 1953
- 『戦争と性』（マグヌス・ヒルシュフェルト編、同光社磯部書房） 1953 - 1955
- 『女体美大系』（C.H.シュトラッツ（英語版、ドイツ語版）、同光社磯部書房） 1953 - 1954
- 『フリードリヒ・エンゲルス』（青木文庫） 1953
- 『マルクス主義への道 ロシアの革命的一労仂者の手記』（シャポワロフ、世界文化社） 1953
- 『性生活の原初形態 未開人における生態』（H・フェーリンガー、クラウン社） 1954
- 『日本人のからだ 生活と芸術にあらわれた』（C・H・シュトラッツ、岩崎書店） 1954
- 『マルクスレーニン主義をどう学ぶか』（ドイツ統一社会党編、青木新書） 1954
- 『国会議事堂放火裁判』（デイミトロフ、門脇書店） 1955
- 『ドイツの運命 民主主義的平和か新たな帝国主義的支配か』（ア・アブッシュ、門脇書店、新書ミール） 1955
- 『ないものはなにもない ユーモア・グロテスク・ザティーレ』（カール・スティッツァー、生活社） 1955
- 『ホー・チー・ミンの国 ヴェトナム縦断一千キロ』（J・スタロビン、門脇書店、新書ミール） 1955
- 『敗戦国 ドル・パンパン・進駐軍』（ペーター・ゼックバッヒャー、住吉書房、住吉新書） 1956
- 『プロレタリア性風俗史 暗黒の愛の記録』（レオ・シドロウィッチ、新人社） 1957
- 『欲情の科学』（R・リンゼルト、性問題研究会編、河出書房新社、世界性学全集） 1957
- 『愛撫の風俗史』（ウィーン性問題研究所編、新生社） 1958
- 『日本のユーモア』（C.ネット, G.ワーグナー共著、雄山閣、雄山閣芸術全書） 1958
- 『現代文化と性』（ハインツ・シュマイドラー、清水朝雄訳、荒地出版社） 1959
- 『世界を変えた言葉』第1 - 3（訳編、誠信書房） 1959
- 『おんな』第1 - 3（エードワルト・フックス、清水朝雄名義訳、刀江書院） 1960 - 1961.
- 『完全なる結婚 画集』（ヴァン・デ・ヴェルデ、清水朝雄名義訳、刀江書院） 1960
- 『結婚の科学』（ヴァン・デ・ヴェルデ、清水朝雄名義訳、利根書房） 1960
- 『未開社会の女たち』（ベルリン性科学研究所編、清水朝雄名義訳、刀江書院） 1960
- 『現代日本の諸問題』（ソ連科学アカデミーアジア諸民族研究所編、共訳、刀江書院） 1961
- 『性と芸術と犯罪 ウルフェン性犯罪史』第1 - 2（清水朝雄名義訳、鏡浦書房） 1961
- 『ニッポン アジアの西ドイツ』（ウェルナー・ギュルビヒ、刀江書院） 1961
- 『最期のことば』（ファシズム被害者同盟編、恒文社、F6・Books） 1965
- 『「ベトコン」とともに 南ベトナム解放戦線の新レポート』（W・G・バーチェット、恒文社） 1966
- 『作業歌 労働とリズム』（カール・ビュヒァー、刀江書院） 1970
- 『人体の自然史』（C・H・シュトラッツ、刀江書院） 1971
- 『成熟期のからだ』（C・H・シュトラッツ、刀江書院） 1971
- 『エルンスト・テールマン ドイツ革命の精華』（ウィリ・ブレーデル、刀江書院） 1972
- 『孫文 中国の国父』（R・チフビンスキー、刀江書院） 1972
- 『中国人』（A・フォルケ、刀江書院） 1972
- 『ディミトロフの道 偉大な革命家の生涯』（アルカジー・ワクスベルク、刀江書院） 1972
- 『愛撫のひみつ』（O・F・ショイエル他、刀江書院） 1973
- 『性の残酷史』（レオ・シドロウィッツ、刀江書院） 1973
- 『美と魅惑の歴史』（エリック・ホイエル、刀江書院） 1973
- 『未開社会の性生活』（F・ライツェンシュタイン, H・フェーリンガー、刀江書院） 1973
- 『女体の人種美』（C・H・シュトラッツ、刀江書院） 1974

## 参考
- 『日本人名大事典』: